# Pedro da Vinha Costa
Pedro da Vinha Costa (Porto, 15 de outubro de 1960 - 19 de maio de 2023) foi um advogado e político português e Presidente da Comissão Política Concelhia do PSD Matosinhos desde 21 de Novembro de 2009 e candidato do partido à presidência daquela autarquia em 2012.
Licenciou-se em Direito, na Universidade Católica Portuguesa.
Foi deputado à Assembleia da República desde 27 de Outubro de 1995 a 4 de Abril de 2002.